# NGC 5205
NGC 5205 é uma galáxia espiral (Sb) localizada na direcção da constelação de Ursa Major. Possui uma declinação de +62° 30' 45" e uma ascensão recta de 13 horas, 30 minutos e 03,1 segundos.
A galáxia NGC 5205 foi descoberta em 18 de Maio de 1887 por Lewis A. Swift.